# Eirunepé
Eirunepé é um município brasileiro no interior do estado do Amazonas, Região Norte do país. Pertencente à Microrregião de Juruá e Mesorregião do Sudoeste Amazonense, localiza-se a sudoeste da capital do estado, distando desta cerca de 1 160 km. Ocupa uma área de 14.966,242 km², sendo que 5,70 km² estão em perímetro urbano, e sua população é de 33.170 habitantes de acordo com dados do censo 2022 do Instituto Brasileiro de Geografia e Estatística (IBGE), sendo então o décimo sétimo mais populoso do estado e o primeiro de sua microrregião. Eirunepé é também um centro sub-regional do Amazonas.
Na vegetação do município predomina o bioma amazônico. Sua taxa de urbanização em 2010 era de 72,32%. O seu Índice de Desenvolvimento Humano (IDH) é de 0,563, considerado médio em relação ao estado. Situada em uma área de Floresta Amazônica, não há, em Eirunepé, acesso a outras cidades por meio de rodovias, existindo, como meio de ligação à capital ou a municípios vizinhos, apenas transportes fluvial e aéreo.
O povoamento da região de Eirunepé deu-se no início do século XIX, com a chegada de nordestinos. O desenvolvimento do município ocorreu durante um grande período dado pelo Ciclo da Borracha, que envolvia tanto o Amazonas como o Acre. Nesta época ocorreu ainda uma miscigenação da população, com traços do mestiço nordestino com índios Kulinaã, sendo que houve também influência de povos vindos de outras regiões do mundo, como turcos, portugueses, espanhóis e vários outros.
Na área cultural, destaca-se principalmente pelo turismo, existindo diversos atrativos, como igrejas e praças, além de suas praias de água doce, ilhas, igarapés e lagos que formam a geografia municipal. Nota-se também a realização de eventos culturais e tradicionais, como a Festa do Açaí, o Festival Folclórico e a Festa de São Francisco de Assis, padroeiro municipal.

## Etimologia
O município surgiu com o nome de São Filipe do Rio Juruá, em 1894. A vila de São Filipe passou a denominar-se João Pessoa em consequência do Ato 317 de 5 de março de 1931, através de um pedido feito em 1930 pelo primeiro prefeito, capitão Moisés de Araújo Coriolando, após eleito. Em 31 de dezembro de 1943, através do Decreto-Lei Estadual 1.186, o município e o distrito-sede passaram a denominar-se Eirunepé. O nome "Eirunepé" vem da língua tupi, significando "caminho do mel preto", através da junção de eíra (mel), un (preto, escuro) e (a)pé (caminho, estrada).

## História

### Primórdios
Em meados do século XIX, vários migrantes nordestinos, sobretudo cearenses, rio-grandenses do norte e paraibanos, chegaram à região do rio Juruá e fixaram residência nos seringais, dando origem às primeiras vilas remotas existentes na região. Estes fugiam da seca na Região Nordeste brasileira, além de serem atraídos pela extração do látex, que movimentava a economia do Amazonas à época, o auge brasileiro. Foi nesse contexto histórico que se iniciou o povoamento do município de Eirunepé e vizinhos.
Homens nordestinos, trazidos por Filipe Manuel da Cunha, foram os primeiros habitantes da região após os nativos. Muitos tinham como destino trabalhar nos seringais do Sudoeste do Amazonas e no Acre. Estes casavam-se com mulheres indígenas da tribo Kulinaã, dando origem aos caboclos, - mestiços amazônidas. Os vários casamentos realizados entre os nordestinos que chegavam, e as mulheres índias kulinaãs, dividia a opinião da tribo. Isso fez com que os índios que aceitassem o envolvimento destes com os ditos homens brancos fossem chamados de Kulinas, enquanto aqueles que não aceitavam foram denominados Kanamari.

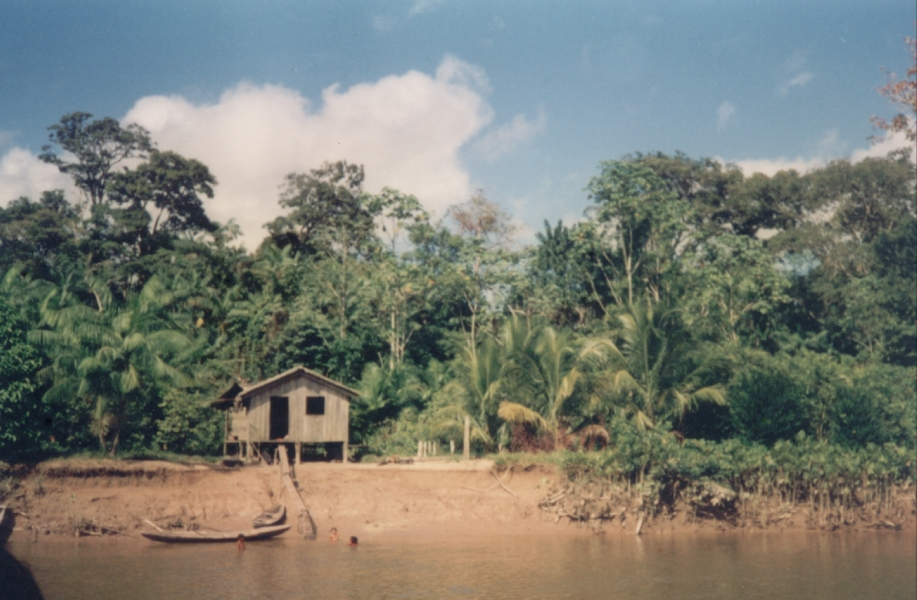
Casa de caboclo na beira do rio.

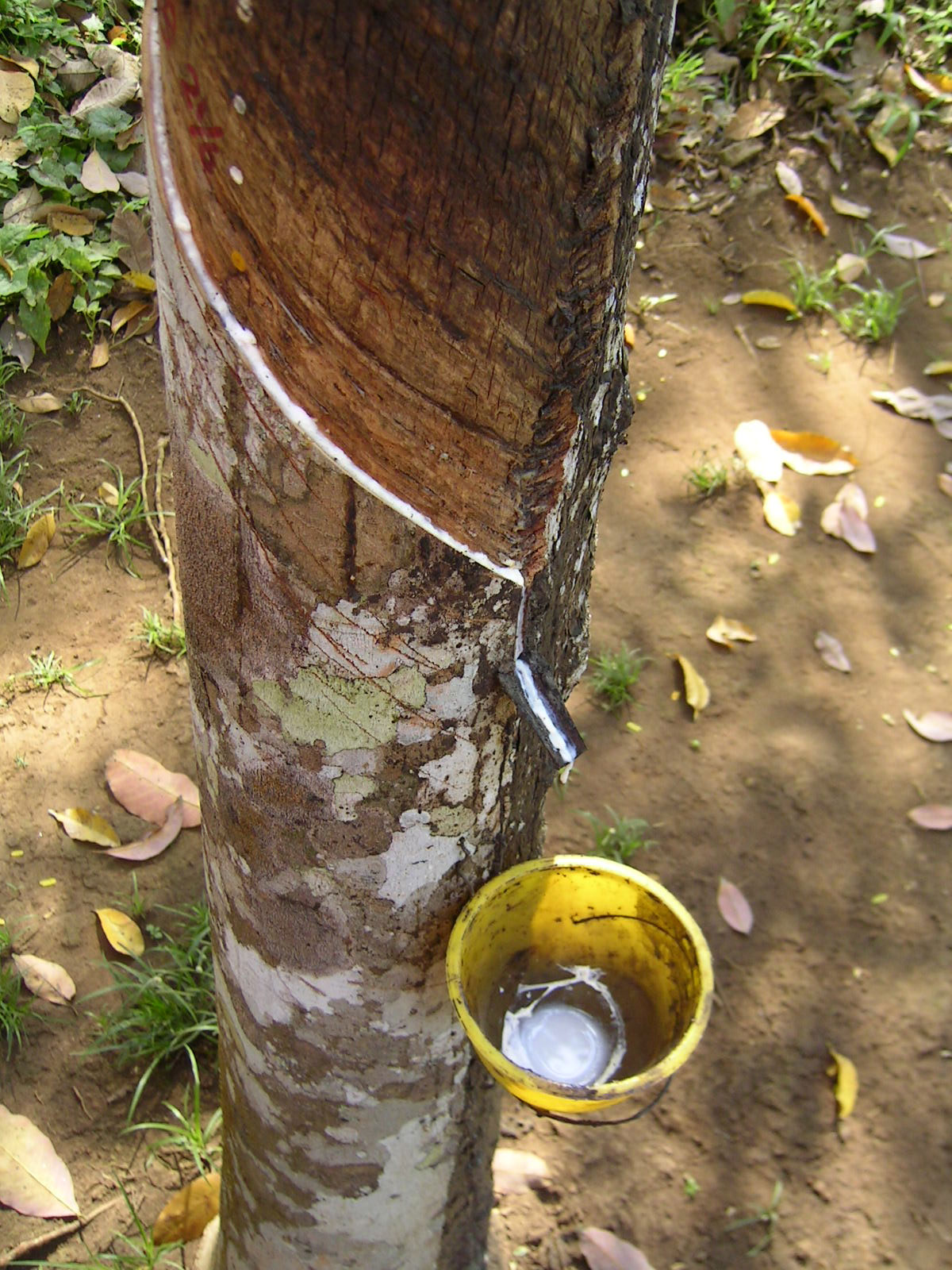
Extração de látex de uma seringueira.

Nas primeiras décadas do século XX, durante a Primeira Guerra Mundial (1914-1918), muitos povos de vários países fugindo da guerra procuravam outros lugares para reiniciar a vida. Ao chegarem ao Brasil, muitos eram atraídos pela borracha, principal riqueza da época, e procuravam o interior para se dedicarem ao cultivo agrícola e ao cultivo do látex.
Com o declínio da borracha, muitas famílias buscaram trabalhos em grandes centros urbanos, principalmente Manaus, Belém, Rio Branco, Tefé, Tabatinga e Eirunepé. Entretanto, muitos permaneceram nas regiões rurais e ribeirinhas vivendo da baixa valorização da borracha e da agricultura. A população, fortemente miscigenada, com traços do branco nordestino com índios Kulinaã, teve também influência de povos vindos de outras regiões, como turcos, portugueses e outros. A partir de então, registra-se uma cultura bastante diversificada, com hábitos e costumes próprios.
A cidade de Eirunepé, outrora São Filipe do Juruá, situa-se à margem esquerda do rio Juruá, próximo a foz do rio Tarauacá, este situado à margem oposta. O local em que foi erguida, era anteriormente a sede do grande seringal Eiru, de propriedade de Filipe Manuel da Cunha, rico seringalista do Rio Juruá. A sede de São Filipe desenvolveu-se consideravelmente na época em que o preço da borracha passou por uma grande valorização no mercado mundial.

### Ciclo da borracha
O ciclo da borracha constituiu uma parte importante da história econômica e social de Eirunepé, estando relacionado com a extração e comercialização da borracha. Este ciclo teve o seu centro na região amazônica, proporcionando grande expansão da colonização, atraindo riqueza e causando transformações culturais e sociais, além de dar grande impulso às cidades de Manaus, Rio Branco Belém e até hoje maiores centros e capitais de seus estados, Amazonas, Acre e Pará, respectivamente. No mesmo período foi criado o Território Federal do Acre, atual Estado do Acre, cuja área foi adquirida da Bolívia por meio de uma compra por 2 milhões de libras esterlinas em 1903. O ciclo da borracha viveu seu auge entre 1879 a 1912, tendo depois experimentado uma sobrevida entre 1942 e 1945 durante a Segunda Guerra Mundial (1939-1945).
Foi descoberto um grande potencial nas vilas sobre o Juruá, inclusive Eirunepé, daí como vários trabalhadores migravam para a região do Juruá foram formando vilas que se desmembraram de Eirunepé e viraram cidades como Envira e Ipixuna, que hoje são seus principais parceiros, já que a cidade chegou a ser um dos maiores municípios do mundo em extensão territorial com aproximadamente 215.000 quilômetros quadrados.

### Formação administrativa
O seringal Eiru assumiu aspecto de povoado, através da forte influência do Ciclo da Borracha. Com o acontecimento, o proprietário interessou-se por transformá-la em vila, a fim de chamar autoridades para residir naquela região longínqua. Não tardou muito, Filipe Manuel da Cunha entrou em entendimento com o governo e conseguiu que fosse acrescentado no artigo nº 69, da Lei nº 33 de 4 de novembro de 1892, mais um município, que foi denominado de São Filipe do Rio Juruá. Esta lei, porém, não foi posta em execução.
A Lei nº 76, de 8 de setembro de 1894, criou no Rio Juruá um município com respectivo Termo Judiciário anexo à Comarca de Tefé, com sede em São Filipe. A Lei nº 114 de 17 de abril de 1895, transferiu a sede do município do lugar de São Filipe para Carauari. Feita a revisão dos limites dos municípios do estado, pelo Decreto nº 122, de 7 de agosto de 1896, a sede do município de Carauari ficou incluída no território de Tefé, dando resultado ao Decreto nº 125, de 11 de agosto de 1896, transferindo a sede do município de Carauari novamente para o lugar de São Filipe. Automaticamente, o Dr. Jorge Augusto Studart, juiz de direito, julgou transferida a sede da Comarca e, se passando para a nova localidade, ali foi instalada a Comarca em 21 de setembro de 1896. Não existe nenhum ato criando a Comarca de São Filipe. Na mesma data, o primeiro superintendente Capitão Tenente Tomás Medeiros Pontes instalou a vila, que até então não fora criada. Após a Revolução Nacional (1930), o Capitão Moisés de Araújo Coriolando foi nomeado prefeito. Este solicitou, logo em seguida, a mudança do nome da vila de São Filipe para João Pessoa, através do Ato nº 317, de 5 de março de 1931.
Pela Lei nº 14 de 6 de setembro de 1935, a vila foi elevada à categoria de Cidade, tendo sido instalada na gestão do prefeito João Pinto Conrado Gomes. Em 31 de dezembro de 1943, pelo Decreto-Lei Estadual nº 1.186, o município e o distrito sede passam a denominar-se Eirunepé. Em 19 de dezembro de 1955, pela Lei Estadual n° 96, parte de seu território é desmembrado para constituir dois novos municípios, que atualmente são chamados de Envira e Ipixuna.

### História recente
O município cresceu gradativamente e tornou-se uns dos principais municípios do sudoeste do Amazonas, juntamente com Tabatinga e Fonte Boa. São os principais pólos dessa região. A atual população de Eirunepé, bem como da região do Juruá, é formada principalmente pelo elemento caboclo, mescla do indígena e dos nordestinos que vieram à região em grande número no início do século XX para a extração da borracha. Também é forte na região a presença de imigrantes. Mais recentemente, a região também tem recebido imigrantes peruanos, que têm intensivado e passado alguns de seus costumes.

## Acidente que marcou a história
Na manhã de 12 de junho de 1982, o avião Fairchild Hiller FH-227 da TABA, prefixo PT-LBV, decolou às 5h30min do aeroporto de Eirunepé. A aeronave transportava 40 passageiros e quatro tripulantes e tinha como destino Manaus, com escalas previstas em Tabatinga, Coari e Tefé. Após 30 minutos de voo, a tripulação recebeu boletim meteorológico da estação-rádio de Tabatinga, que informava que devido ao denso nevoeiro, o aeroporto local estava operando apenas com instrumentos. Com isso, a tripulação decidiu realizar a aproximação e o pouso através de instrumentos. Pouco tempo depois, o radiofarol de Tabatinga saiu do ar repentinamente, obrigando a tripulação do turboélice da TABA a realizar pouso através de referências visuais. O mau tempo, porém, impediu a visualização da cidade de Tabatinga, enquanto que o combustível se esgotava.
Durante uma tentativa de pouso, a tripulação usou o rio como referência. Voando baixo para tentar avistar a cabeceira da pista, o avião se chocou com a torre do radiofarol do aeroporto as 6h05min, que se encontrava encoberta pelo nevoeiro, indo cair no estacionamento. O impacto com o solo causou uma explosão forte que matou todos os 44 ocupantes da aeronave e espalhou destroços numa área de 500 metros. Por conta de um blecaute na cidade de Tabatinga, as notícias sobre o acidente chegaram a Manaus várias horas depois. Por conta de problemas de comunicação, a TABA chegou a comunicar aos parentes que havia sobreviventes. A informação só foi desmentida horas mais tarde pela FAB, que enviou a Tabatinga uma equipe de investigação e legistas para identificação e liberação dos corpos. Entre os passageiros mortos estavam Expedito Barroso Alencar, prefeito de Eirunepé, e o renomado gerente da antiga CELETRA AMAZON, Raimundo Paulo Araújo da Costa, responsável pelo abastecimento da rede elétrica do município de Eirunepé e também por outros municípios do baixo Juruá; os mesmos viajavam para participar da convenção regional do PDS.

## Geografia
A área do município, segundo o Instituto Brasileiro de Geografia e Estatística, é de 14.966,242 km², sendo que 5,70 km² constituem a zona urbana e os  km² restantes constituem a zona rural. Situa-se a 06º39′36” de latitude sul e 69º52′26” de longitude oeste e está a uma distância de 1 159,7 quilômetros a sudoeste da capital amazonense. Seus municípios limítrofes são Itamarati e Envira ao leste; Tarauacá (AC) e Ipixuna ao sul; Benjamin Constant e Jutaí ao oeste.

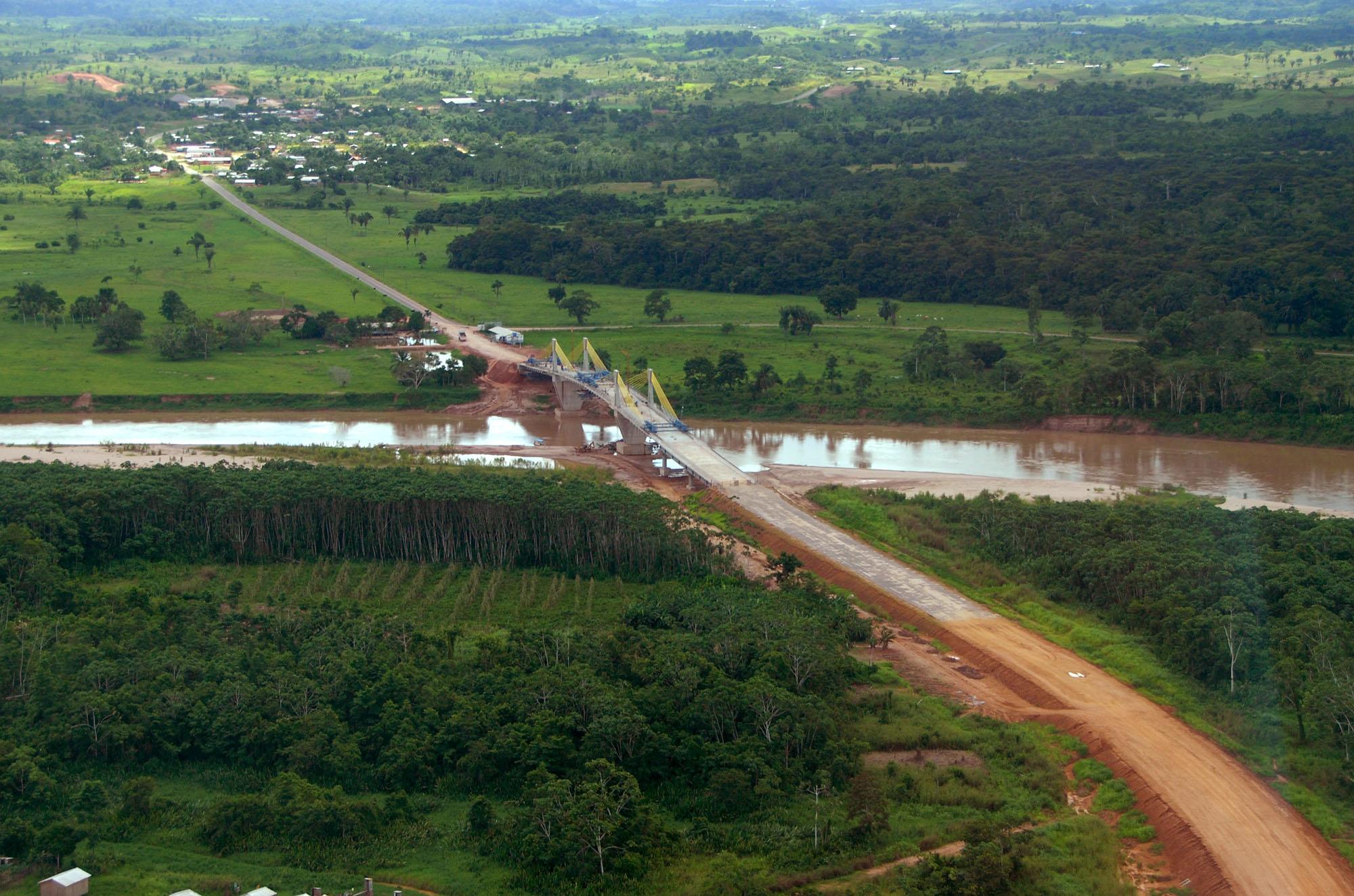
Ponte sobre o rio Tarauacá, que desagua em território eirunepeense.

O relevo da região de Eirunepé, assim como de grande parte do estado do Amazonas, é predominantemente plano com ocorrências de pequenas elevações, caracterizando-se como uma peneplanície. A sede municipal está localizada em uma altitude de 124 metros, de acordo com a Secretaria de Estado de Planejamento e Desenvolvimento Econômico do Amazonas (Seplan).
O município pertence à Bacia do rio Amazonas, que é considerada como a maior bacia hidrográfica de todo o mundo, com 7 milhões de km², compreendendo terras de vários países da América do Sul (Peru, Colômbia, Equador, Venezuela, Guiana e Bolívia, além do Brasil). Eirunepé é banhada pelo Rio Juruá, além de ser cortada pelo Rio Tarauacá, sendo que está situado dentro de seu território o local onde o segundo rio citado deságua na margem direita do primeiro.
O município está localizado dentro da área da Floresta Amazônica. É a floresta equatorial que ocupa a maior extensão do território amazônico, sendo a maior floresta tropical do mundo. O solo amazônico é bastante pobre, contendo apenas uma fina camada de nutrientes. A floresta de terra firme apresenta um solo extremamente pobre em nutrientes. Isto forçou uma adaptação das raízes das plantas que, através de uma associação simbiótica com alguns tipos de fungos, passaram a decompor rapidamente a matéria orgânica depositada no solo, a fim de absorver os nutrientes antes deles serem lixiviados. A floresta fluvial alagada também apresenta algumas adaptações às condições do ambiente, como raízes respiratórias, que possuem poros que permitem a absorção de oxigênio atmosférico.

### Clima
| Maiores acumulados de precipitação em 24 horas registrados em Eirunepé por meses (INMET) | Maiores acumulados de precipitação em 24 horas registrados em Eirunepé por meses (INMET) | Maiores acumulados de precipitação em 24 horas registrados em Eirunepé por meses (INMET) | Maiores acumulados de precipitação em 24 horas registrados em Eirunepé por meses (INMET) | Maiores acumulados de precipitação em 24 horas registrados em Eirunepé por meses (INMET) | Maiores acumulados de precipitação em 24 horas registrados em Eirunepé por meses (INMET) |
| Mês                                                                                      | Acumulado                                                                                | Data                                                                                     | Mês                                                                                      | Acumulado                                                                                | Data                                                                                     |
| ---------------------------------------------------------------------------------------- | ---------------------------------------------------------------------------------------- | ---------------------------------------------------------------------------------------- | ---------------------------------------------------------------------------------------- | ---------------------------------------------------------------------------------------- | ---------------------------------------------------------------------------------------- |
| Janeiro                                                                                  | 107 mm                                                                                   | 14/01/1981                                                                               | Julho                                                                                    | 72,4 mm                                                                                  | 03/07/2011                                                                               |
| Fevereiro                                                                                | 121,4 mm                                                                                 | 05/02/2024                                                                               | Agosto                                                                                   | 68,2 mm                                                                                  | 28/08/1997                                                                               |
| Março                                                                                    | 128,2 mm                                                                                 | 22/03/2018                                                                               | Setembro                                                                                 | 181,4 mm                                                                                 | 23/09/1997                                                                               |
| Abril                                                                                    | 156,8 mm                                                                                 | 03/04/1988                                                                               | Outubro                                                                                  | 120,2 mm                                                                                 | 21/10/2000                                                                               |
| Maio                                                                                     | 201 mm                                                                                   | 28/05/2010                                                                               | Novembro                                                                                 | 195,2 mm                                                                                 | 27/11/1988                                                                               |
| Junho                                                                                    | 75 mm                                                                                    | 05/06/2016                                                                               | Dezembro                                                                                 | 137,2 mm                                                                                 | 03/12/2013                                                                               |
| Período: 19 de agosto de 1974-presente                                                   |                                                                                          |                                                                                          |                                                                                          |                                                                                          |                                                                                          |

O clima eirunepeense é caracterizado equatorial (tipo Af segundo Köppen), com elevados índices de umidade relativa do ar e baixas amplitudes térmicas, sendo a temperatura média compensada de 26 °C. O índice pluviométrico é de cerca de 2 500 milímetros (mm) anuais, apresentando uma diminuição no trimestre de junho a agosto. Nesses meses, o município está mais sujeito a eventos de friagem, quando massas de ar polar atingem a região e fazem a temperatura baixar, por vezes para valores de 15 °C ou menos. O tempo médio de insolação é de aproximadamente 1 400 horas/ano.
Segundo dados do Instituto Nacional de Meteorologia (INMET), desde agosto de 1974 a menor temperatura registrada em Eirunepé foi de 8,5 °C em 1° de junho de 1988 e a maior atingiu 39,8 °C em 30 de outubro de 2015. O maior acumulado de precipitação em 24 horas atingiu 201 mm em 28 de maio de 2010. Outros grandes acumulados superiores a 150 mm foram 195,2 mm em 27 de novembro de 1988, 181,4 mm em 23 de setembro de 1997, 156,8 mm em 30 de abril de 1998 e 150,2 mm em 23 de novembro de 1988.
| Dados climatológicos para Eirunepé | Dados climatológicos para Eirunepé | Dados climatológicos para Eirunepé | Dados climatológicos para Eirunepé | Dados climatológicos para Eirunepé | Dados climatológicos para Eirunepé | Dados climatológicos para Eirunepé | Dados climatológicos para Eirunepé | Dados climatológicos para Eirunepé | Dados climatológicos para Eirunepé | Dados climatológicos para Eirunepé | Dados climatológicos para Eirunepé | Dados climatológicos para Eirunepé | Dados climatológicos para Eirunepé |
| Mês | Jan                                | Fev                                | Mar                                | Abr                                | Mai                                | Jun                                | Jul                                | Ago                                | Set                                | Out                                | Nov                                | Dez                                | Ano                                |
| --- | ---------------------------------- | ---------------------------------- | ---------------------------------- | ---------------------------------- | ---------------------------------- | ---------------------------------- | ---------------------------------- | ---------------------------------- | ---------------------------------- | ---------------------------------- | ---------------------------------- | ---------------------------------- | ---------------------------------- |
| Temperatura máxima recorde (°C) | 37,6                               | 37,4                               | 37,4                               | 38,7                               | 38,2                               | 36,2                               | 37                                 | 38,3                               | 38,8                               | 39,8                               | 39,4                               | 38                                 | 39,8                               |
| Temperatura máxima média (°C) | 32,7                               | 32,7                               | 32,9                               | 32,9                               | 32,3                               | 32,2                               | 32,9                               | 33,9                               | 34,4                               | 34                                 | 33,6                               | 33                                 | 33,1                               |
| Temperatura média compensada (°C) | 26,2                               | 26,2                               | 26,3                               | 26,3                               | 25,8                               | 25,4                               | 25,3                               | 25,8                               | 26,5                               | 26,6                               | 26,5                               | 26,3                               | 26,1                               |
| Temperatura mínima média (°C) | 21,8                               | 21,9                               | 21,9                               | 21,8                               | 21,2                               | 20,4                               | 19,7                               | 20                                 | 21,1                               | 21,8                               | 22,1                               | 21,9                               | 21,3                               |
| Temperatura mínima recorde (°C) | 16                                 | 16                                 | 15,2                               | 15                                 | 13                                 | 8,5                                | 10                                 | 11,6                               | 11,2                               | 14,2                               | 14,2                               | 16                                 | 8,5                                |
| Precipitação (mm) | 325,5                              | 303,8                              | 311,6                              | 279,9                              | 174,1                              | 95,7                               | 63,3                               | 77,4                               | 129                                | 198,3                              | 232                                | 302,7                              | 2 493,3                            |
| Dias com precipitação (≥ 1 mm) | 18                                 | 16                                 | 18                                 | 15                                 | 11                                 | 8                                  | 6                                  | 6                                  | 9                                  | 13                                 | 15                                 | 17                                 | 152                                |
| Umidade relativa compensada (%) | 86,7                               | 85,4                               | 85,5                               | 85,3                               | 85,3                               | 84,4                               | 82,6                               | 81,2                               | 81,2                               | 83                                 | 84,7                               | 85,8                               | 84,3                               |
| Insolação (h) | 87,7                               | 75,8                               | 84,2                               | 100,9                              | 114,6                              | 130,5                              | 180,9                              | 172,3                              | 136,4                              | 125,8                              | 106,3                              | 89,3                               | 1 404,7                            |
| Fonte: Instituto Nacional de Meteorologia (INMET) (normal climatológica de 1981-2010; recordes de temperatura a partir de 19/08/1974) |                                    |                                    |                                    |                                    |                                    |                                    |                                    |                                    |                                    |                                    |                                    |                                    |                                    |

## Demografia
A população do município em 2022, de acordo com o Instituto Brasileiro de Geografia e Estatística (IGBE), era de 33.170 habitantes, sendo o décimo sétimo município mais populoso do estado, apresentando uma densidade populacional de 2,12 habitantes por km². Levando em conta o censo de 2010, onde registrou-se uma população de 30 666, 15 791 da população neste referido ano era composta por homens e 14 875 eram mulheres, e, em 2000, 64,36% da população (16 781 habitantes) vivia na zona urbana e 35,64% (9 293 habitantes) vivia na zona rural. Também em 2000, segundo dados do Censo IBGE daquele ano, a população eirunepeense era composta por 19 372 pardos (74,30%); 5 003 brancos (19,19%); 772 indígenas (2,96%); 554 negros (2,12%); oito amarelos (0,03%); além dos 365 sem declaração (1,40%). A faixa etária predominante era de pessoas entre 15 e 64 anos, com 13 158 habitantes.
O Índice de Desenvolvimento Humano Municipal (IDH-M) de Eirunepé é considerado médio pelo Programa das Nações Unidas para o Desenvolvimento (PNUD). Seu valor é de 0,563, sendo o 47° maior de todo estado do Amazonas (em 62 municípios) e o 5201° de todo país (entre 5 507). A cidade possui a maioria dos indicadores médios, porém abaixo da média nacional segundo o PNUD.
O coeficiente de Gini, que mede a desigualdade social, é de 0,43, sendo que 1,00 é o pior número e 0,00 é o melhor. No ano de 2003, a incidência da pobreza, medida pelo IBGE, é de 56,69%, o limite inferior da incidência de pobreza é de 49,64%, o superior é de 63,75% e a incidência da pobreza subjetiva é de 65,34%.

## Religião
Tal como a variedade cultural em Eirunepé, são diversas as manifestações religiosas presentes na cidade. Embora tenha se desenvolvido sobre uma matriz social eminentemente católica, é possível encontrar atualmente na cidade dezenas de denominações protestantes diferentes.
O município de Eirunepé está localizado no país mais católico do mundo em números absolutos. A Igreja Católica teve seu estatuto jurídico reconhecido pelo governo federal em outubro de 2009, ainda que o Brasil seja atualmente um estado oficialmente laico. A cidade possui os mais diversos credos protestantes ou reformados, como a Congregação Cristã no Brasil, Assembleia de Deus, a Igreja Cristã Maranata, a Igreja Presbiteriana, as igrejas batistas, a Igreja Adventista do Sétimo Dia e a Igreja Universal do Reino de Deus, entre outras. De acordo com dados do censo de 2000 realizado pelo IBGE, a população de Eirunepé está composta por: Católicos (81,17%), evangélicos (15,50%), pessoas sem religião (2,34%) e 0,99% estão divididos entre outras religiões.

## Política e administração
O poder executivo do município de Eirunepé é representado pelo prefeito, auxiliado pelo seu gabinete de secretários. O primeiro líder do poder executivo e prefeito do município foi Moisés de Araújo Coriolando, que permaneceu no cargo entre 1931 e 1934. Em trinta mandatos, 25 prefeitos passaram pela prefeitura de Eirunepé, além dos agentes executivos. Em 2024, quem venceu as Eleições municipais no Brasil em Eirunepé foi Áurea Maria Ester Marques, do MDB, sendo eleita com 51,81% dos votos válidos. Por ter menos de 200 mil eleitores, o município não teve segundo turno.
O poder legislativo é constituído pela câmara, composta por treze vereadores eleitos para mandatos de quatro anos (em observância ao disposto no artigo 29 da Constituição) e está composta da seguinte forma: quatro cadeiras do Democratas; quatro cadeiras do Partido Liberal (PL); três cadeiras do Cidadania; uma cadeira do Movimento Democrático Brasileiro (MDB) e uma cadeira do Partido Social Cristão (PSC). Cabe à casa elaborar e votar leis fundamentais à administração e ao Executivo, especialmente o orçamento participativo (Lei de Diretrizes Orçamentárias).
O município de Eirunepé se rege por leis orgânicas. A cidade também é sede de uma comarca, instalada em 10 de outubro de 1903. O município possuía em 2020 22.381 eleitores.

## Subdivisões
Segundo o Instituto Brasileiro de Geografia e Estatística (IBGE), em 2000 Eirunepé era composta por seis bairros, além de uma área chamada de "zona sem especificação", que corresponde à zona rural do município. O bairro mais populoso era o Nossa Senhora de Fátima, que possuía 6 085 habitantes naquele ano. Entretanto a zona sem especificação englobava uma área que contava com 9 293 habitantes.
| Bairros oficiais de Eirunepé (IBGE/2000) |           |        |          |                         |
| Bairro                                   | População | Homens | Mulheres | Domicílios particulares |
| Centro                                   | 997       | 491    | 476      | 961                     |
| Nossa Senhora Aparecida                  | 2 572     | 1 267  | 1 205    | 2 562                   |
| Nossa Senhora de Fátima                  | 6 085     | 3 087  | 2 998    | 6 080                   |
| Nossa Senhora do Perpétuo Socorro        | 2 404     | 1 210  | 1 294    | 2 404                   |
| Santo Antônio                            | 3 132     | 1 592  | 1 540    | 3 132                   |
| São José Operário                        | 1 161     | 825    | 796      | 1 161                   |
| Zona rural                               | 9 293     | 5 001  | 4 292    | 9 293                   |

## Economia
O Produto Interno Bruto - PIB - de Eirunepé é um dos maiores de sua microrregião, destacando-se na área de prestação de serviços. De acordo com dados do IBGE, relativos a 2008, o PIB do município era de R$ 96 998,177 mil. 2 809 mil são de impostos sobre produtos líquidos de subsídios a preços correntes. O PIB per capita é de R$ 3 183,09 e o Índice de Desenvolvimento Humano (IDH) de renda é de 0,482, sendo que o do Brasil é de 0,723.
Em 2009 havia 2 931 trabalhadores, sendo 1 568 pessoal ocupado total e 1 363 ocupado assalariado. Salários juntamente com outras remunerações somavam 10 347 reais e o salário médio mensal de todo município era de 1,3 salários mínimos.
Setor primário
| Produção de mandioca, cana-de-açúcar e milho | Produção de mandioca, cana-de-açúcar e milho | Produção de mandioca, cana-de-açúcar e milho |
| -------------------------------------------- | -------------------------------------------- | -------------------------------------------- |
| Produto                                      | Área colhida (Hectares)                      | Produção (Tonelada)                          |
| Mandioca                                     | 1 318                                        | 13 134                                       |
| Cana-de-açúcar                               | 9 620                                        | 240                                          |
| Milho                                        | 1 150                                        | 440                                          |

A agricultura é o segundo setor mais relevante da economia de Eirunepé. De todo o PIB da cidade 21 308 mil reais é o valor adicionado bruto da agropecuária. Segundo o IBGE em 2009 o município possuía um rebanho de 19 289 bovinos, 182 equinos, 11 740 suínos, 93 caprinos, 48 bubalinos, 36 asininos, 20 muares, 738 ovinos e 36 147 aves, entre estas 13 320 galinhas, 22 695 galos, frangos e pintinhos e 132 codornas. Em 2009 a cidade produziu 30 mil litros de leite de 70 vacas. Foram produzidas 46 mil dúzias de ovos de galinha. Na lavoura temporária são produzidos principalmente a mandioca (13 134 toneladas), a cana-de-açúcar (9 620 toneladas) e o milho (1 150 toneladas). O município é o maior produtor nacional de açúcar mascavo, sendo desde 2009 sede de uma fábrica.
Setores secundário e terciário
|                                                                                 |        |
| \| Agropecuária \| 14,8 % \| \| Indústria \| 11,8 % \| \| Serviços \| 73,4 % \| |        |
| Agropecuária                                                                    | 14,8 % |
| Indústria                                                                       | 11,8 % |
| Serviços                                                                        | 73,4 % |

A indústria, atualmente, é o segundo menos relevante para a economia do município. 10 386 reais do PIB municipal são do valor adicionado bruto da indústria (setor secundário). A produção industrial no município está intimamente ligada à fabricação de açúcar e de produtos artesanais. Há indústrias voltadas a atividades agropecuárias, produção de minerais não metálicos, metalúrgica, mecânica, materiais elétricos, material de transporte, madeira, mobiliário, papel, borracha, couro, produtos farmacêuticos e veterinários, materiais plásticos, têxtil, vestuário, bebida, fumo, editorial e gráfica, calçados e construção.
A prestação de serviços rende 62 494 reais ao PIB municipal. O setor terciário atualmente é a maior fonte geradora do PIB eirunepeense. De acordo com o IBGE, a cidade possuía, no ano de 2008, 242 unidades locais e 239 empresas e estabelecimentos comerciais atuantes. O município mantém transações comerciais com as praças de Rio Branco e Cruzeiro do Sul. Entre os produtos que importa aparecem em primeiro lugar gêneros alimentícios, produtos artesanais e calçados.

## Estrutura urbana

### Habitação, infraestrutura básica e criminalidade
No ano de 2010 a cidade tinha 6 974 domicílios entre apartamentos, casas, e cômodos. Desse total 4 205 eram imóveis próprios, sendo 4 182 próprios já quitados (88,73%), 23 em aquisição (0,49%) e 148 alugados (3,14%); 270 imóveis foram cedidos, sendo 125 por empregador (2,65%) e 145 cedidos de outra maneira (3,08%). 90 foram ocupados de outra forma (1,91%). Parte dessas residências conta com água tratada, energia elétrica, esgoto, limpeza urbana, telefonia fixa e telefonia celular. Em 2000, 52,15% dos domicílios eram atendidos pela rede geral de abastecimento de água; 71,99% das moradias possuíam coleta de lixo; e 7,75% das residências possuíam algum tipo de escoadouro sanitário.

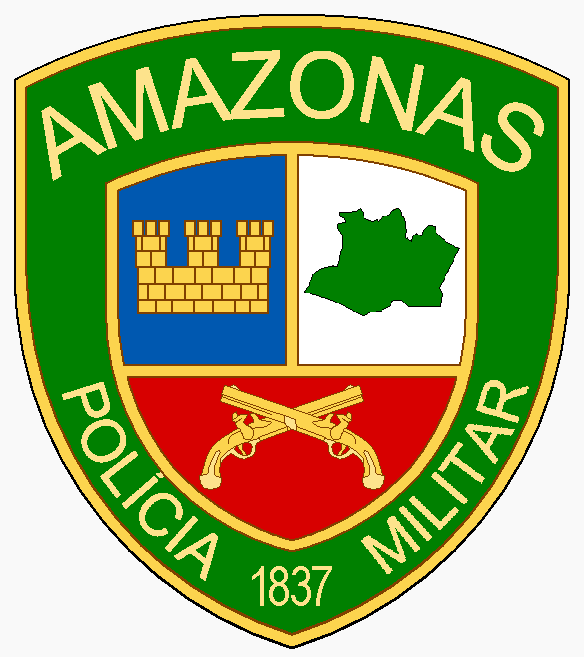
Brasão da Polícia Militar do Amazonas.

Como na maioria dos municípios médios e grandes brasileiros, a criminalidade ainda é um problema em Eirunepé. Em 2008, a taxa de homicídios no município foi de 29,5 para cada 100 mil habitantes, ficando na quarta posição a nível estadual e no 499° lugar a nível nacional. O índice de suicídios naquele ano para cada 100 mil habitantes foi de 3,3, sendo o 18° a nível estadual e o 1638° a nível nacional. Já em relação à taxa de óbitos por acidentes de transito, o índice foi de 6,6 para cada 100 mil habitantes, ficando na décima nona lugar a nível estadual e no 2369° lugar a nível nacional.
Por força da Constituição Federal do Brasil, a Guarda Municipal de Eirunepé, possui a função de proteger os bens, serviços e instalações públicas. Ainda, atendendo o interesse público e no exercício do seu poder de polícia, atua na prevenção e repressão de alguns crimes, especialmente contra bens e serviços públicos, podendo inclusive prender em flagrante delito os infratores e conduzi-los até a presença de um delegado de polícia, de acordo com o disposto na lei processual penal.

### Saúde e educação
O município possuía no ano de 2008 apenas cinco estabelecimento de saúde, sendo estes públicos municipais e que apenas um deles contava com internação pública. Neles havia 80 leitos. A cidade possui ainda atendimento ambulatorial com atendimento médico em especialidades básicas, atendimento odontológico com dentista e presta serviço ao Sistema Único de Saúde (SUS). Existem também Unidade Básica de Saúde, Posto de Saúde e Unidade de Serviço de Apoio de Diagnose e Terapia. Eirunepé contava em dezembro de 2009 com 77 profissionais da área da saúde e seu Índice de Desenvolvimento Humano (IDH) de longevidade era, em 2000, de 0,621. No ano de 2008, foram registrados 823 nascidos vivos, sendo que 3,0% nasceram prematuros, 16,4% foram de partos cesáreos e 34,0% foram de mães entre 10 e 19 anos (2,9% entre 10 e 14 anos). A taxa bruta de natalidade é de 27,0 e em 2000 a esperança de vida ao nascer era de 62,2 anos.
Na área da educação, o município, em 2008, contava com aproximadamente 10 643 matrículas, 442 docentes e 62 escolas nas redes públicas e particulares. Segundo dados do Instituto Nacional de Estudos e Pesquisas Educacionais Anísio Teixeira (INEP) e do Ministério da Educação (MEC), o índice de analfabetismo no ano de 2000 entre pessoas de 18 a 24 anos de idade era de 31,1% e o de pessoas acima dos 25 anos era de 56,3%. 75,2% das pessoas frequentam o ensino fundamental em relação à população de 7 a 14 anos; 77,0% das pessoas frequentam o ensino médio em relação à população de 15 a 17 anos; e 61,1% de pessoas frequentam cursos superiores em relação à população de 18 a 22 anos. A média de estudo da população era de 2,6 anos. Entre as principais instituições de ensino superior presentes em Eirunepé, destacam-se a Universidade Federal do Amazonas (UFAM) e a Universidade do Estado do Amazonas (UEA). A cidade também ganhará uma nova unidade do Instituto Federal do Amazonas (IFAM) até 2014.
A Escola Estadual Dom Bosco, situada na cidade, teve em 2009 o quarto maior Índice de Desenvolvimento da Educação Básica (IDEB) de todo o Brasil, obtendo nota 8,7 no índice, em escala de pontuação que vai de 1 a 10.
| Ensino pré-escolar | 984   | 48  | 18 |
| Ensino fundamental | 8 484 | 351 | 42 |
| Ensino médio       | 1 175 | 43  | 2  |

### Serviços e comunicações
O município é abastecido pela Usina Termoelétrica de Eirunepé, localizada no distrito sede. A distribuição de energia no município é fornecida pela Eletrobras Amazonas Energia. Já o serviço de abastecimento de água de toda a cidade é feito pela Serviço de Abastecimento de Água e Esgoto (SAAE). Ainda há serviços de internet discada e banda larga (ADSL) sendo oferecidos por diversos provedores de acesso gratuitos e pagos. O serviço telefônico móvel, por telefone celular, é oferecido por diversas operadoras. O código de área (DDD) de Eirunepé é 97 e o Código de Endereçamento Postal (CEP) do município é 69880-000. No dia 5 de janeiro de 2009 o município passou a ser servido pela portabilidade, juntamente com outros municípios com o mesmo DDD. A portabilidade é um serviço que possibilita a troca da operadora sem a necessidade de se trocar o número do aparelho.

### Televisão

#### Analógico
- 4 VHF - Band Amazonas (Band)
- 6 VHF - Rede Amazônica Manaus)
- 11 VHF
- 13
- 2)

#### Digital
- 4

### Transporte
Os rios amazônicos são ainda hoje, como no tempo do Brasil-Colônia, as únicas vias de penetração nessa região. A navegação fluvial é muito intensa no Amazonas, que possui o maior rio em volume de águas do mundo, o Rio Amazonas. Os rios de pequeno porte da região são navegáveis até o alto curso, como acontece nos rios Juruá e Purus. Os tipos de embarcação hidroviária utilizadas na região variam desde pequenos barcos até a navios de cruzeiro. São usadas ainda embarcações a vela, geralmente chamadas de "canoas", "geleiras" ou "vigilengas", que realizam grande parte do tráfego à capital, Manaus, e outras localidades rurais do município. O município possui muita tradição no transporte hidroviário, tendo em vista a abundância dos rios que cortam a localidade. A cidade conta com um movimentado porto, que atende toda a região do Juruá. O Porto de Eirunepé localiza-se na margem direita do rio Juruá, mesmo em frente a sede da cidade. É comandado pela Agência Fluvial de Eirunepé, que foi criada pelo Decreto nº 6.530, de 20 de novembro de 1940, tendo jurisdição sobre os seguintes municípios: Cruzeiro do Sul, Envira, Guajará, Itamarati, Marechal Taumaturgo, Rodrigues Alves, Feijó, Ipixuna, Mâncio Lima, Porto Walter, Tarauacá e Jordão.

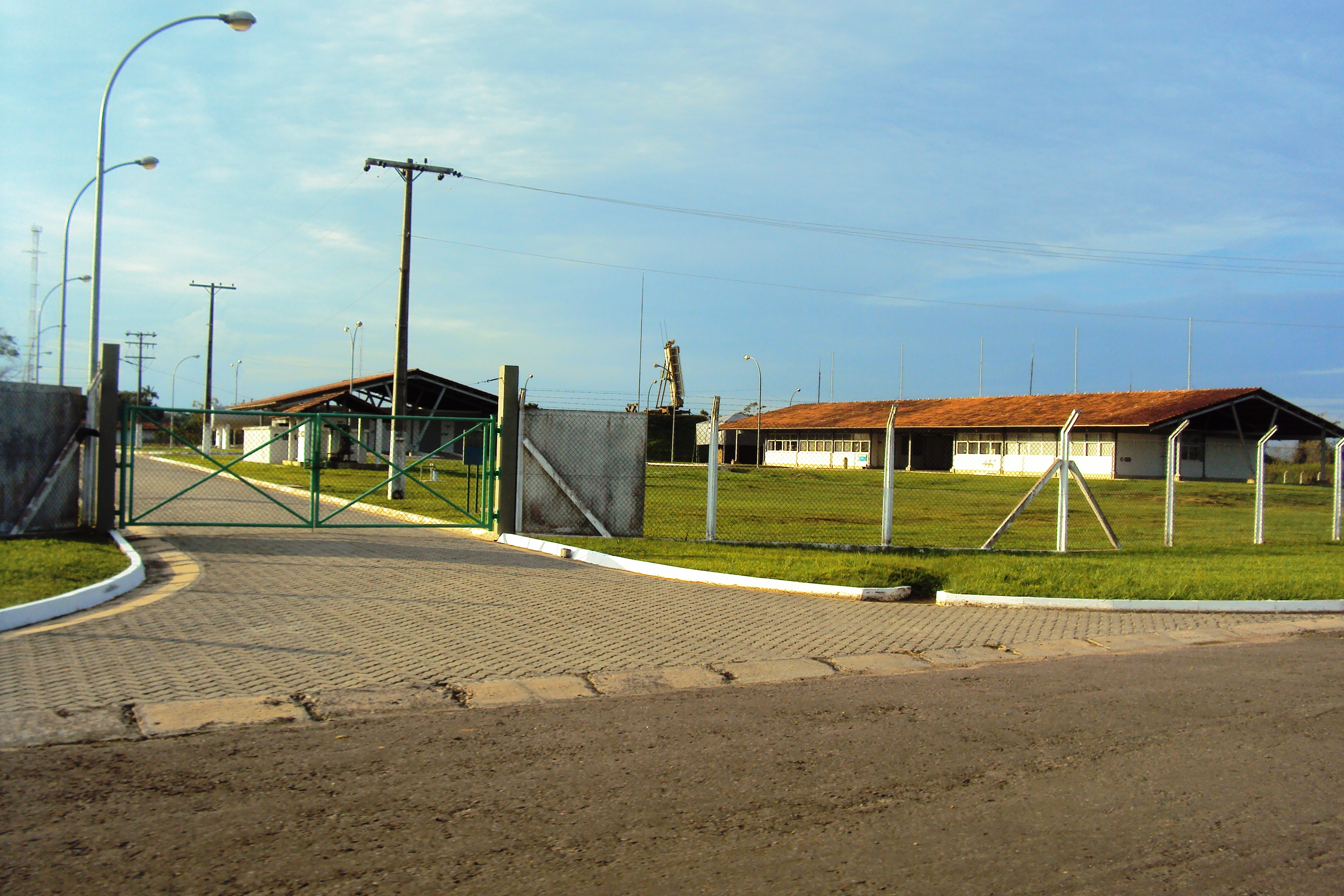
Aeroporto Regional de Eirunepé.

Outra forma de acesso a Eirunepé, apesar de mais cara, é o transporte aéreo. O Aeroporto Regional de Eirunepé possui características que o equiparam em qualidade aos melhores do Amazonas. É o principal aeroporto do Centro-Sul do estado, recebendo anualmente cerca de 30 000 passageiros. Possui uma pista de 2300 metros de asfalto.
Eirunepé, assim como os demais municípios amazonenses, não é cortada por ferrovias em seu território, além de ser uma das poucas cidades do estado que não possuem frota de ônibus. Também não há qualquer estrada pavimentada que ligue a cidade a outro município. A utilização de bicicletas como meio de transporte na cidade foi bastante reduzida nos últimos anos. Atualmente a maioria da frota de Eirunepé é composta de motocicletas. A frota municipal no ano de 2018 era de 1.799 veículos, sendo 93 automóveis, 40 caminhões, 87 caminhonetes, 10 camionetas, 1.044 motocicletas e 511 motonetas.

## Cultura e sociedade
A cultura do município, assim como do Amazonas, foi largamente influenciada pelos povos nativos da região e pelos diversos grupos de imigrantes e migrantes que ali se estabeleceram, principalmente espanhóis. Eirunepé tornou-se uma cidade com ampla miscigenação cultural e diversificadas culturas. Os nordestinos que migraram para a Amazônia no fim do século XIX e início do século XX, atraídos pelo Ciclo da borracha, também contribuíram para a formação da cultura municipal. Tudo isso gerou na localidade e no estado uma cultura mestiça e com grande contribuição e permanência da cultura indígena.

### Turismo e eventos
Dentre seu potencial se destacam o balneário do Aquariquaral, um dos cartões postais da cidade, e a Praça Paroquial de São Francisco de Assis, padroeiro de Eirunepé. Destacam-se as praias de água doce localizada às margens dos rios que banham o município, além das diversas ilhas, igarapés, lagos e paranás que formam a geografia municipal.
Para estimular o desenvolvimento socioeconômico local, a prefeitura de Eirunepé, juntamente ou não com empresas locais, investe no segmento de festas e eventos. Essas festas, muitas vezes atraem pessoas de outras cidades, exigindo uma melhor infraestrutura no município e estimulando a profissionalização do setor, o que é benéfico não só aos turistas, mas também a toda população da cidade. As atividades ocorrem durante o ano inteiro. Há: o Festival de Inverno, com shows de calouro, natação e canoagem, e o Novenário de São José, em março; a Festa do Açaí, em abril; o Arraial de Nossa Senhora de Fátima, em maio; o Festival Folclórico de Eirunepé, em junho; as comemorações do aniversário da emancipação política, em setembro; e a Festa de São Francisco de Assis, entre setembro e outubro. No cenário esportivo, destaca-se a Copa Intermunicipal de Seleções, realizada anualmente entro setembro e dezembro.

### Feriados
Em Eirunepé há dois feriados municipais e oito feriados nacionais, além dos pontos facultativos. Os feriados municipais são: o aniversário da emancipação da cidade, dia 8 de setembro; e o dia de São Francisco de Assis, padroeiro municipal, em 4 de outubro.